# クサウオ科
クサウオ科（学名：Liparidae）は、カサゴ目に所属する魚類の分類群の一つ。クサウオ・サケビクニンなど、寒冷な海あるいは深海に生息する種類を中心に32属407種が記載される。科名は科のタイプ属 Liparis に科を表す接尾辞「-idae」を付けたもの。属名 Liparis の由来は、ギリシア語の「λιπαρός」（liparos／脂っぽい、オイリーなどの意の形容詞）から。

## 分布・生態
クサウオ科の魚類はすべて海水魚で、太平洋・大西洋から北極海・南極海にかけての海域に幅広く分布する。地理的・環境的分布範囲は極めて広く、ごく浅い沿岸のタイドプールから8,000mを超える深海に至るまで、その生息域は多岐にわたる。本科は南氷洋・北太平洋および北極海において、もっとも魚種の豊富な科の一つとなっている。インド洋には比較的少なく、深海から数種が知られているのみである。
一般に底生性で、吸盤状に変形した腹鰭を使って海底に腹這いになっていることが多い。インキウオ属とコンニャクウオ属の2属に本科魚類の約2/3にあたる種が含まれ、その大半が水深1,000-2,000mの範囲から知られる深海魚である。小型の底生魚類、エビ類を食べる。

## 形態

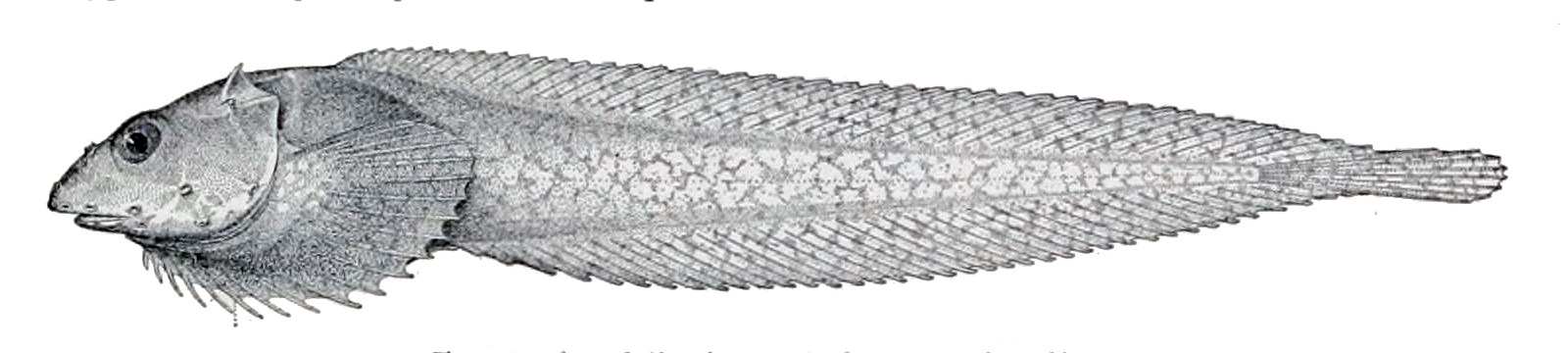
Acantholiparis 属の1種（A. opercularis）。細長い体と大きな胸鰭がクサウオ類の特徴で、属によっては吸盤状の腹鰭を備える

クサウオ科の仲間は細長くやや側扁した体型をもち、最大種では全長80cmに達する。鱗をもたず、皮膚はゼリー状で軟らかい。鼻孔は1対か、クサウオ属の多くでは2対である。
背鰭と臀鰭の基底は長く、それぞれ28-82本・24-76本の軟条で構成され、しばしば尾鰭と連続する。近縁のダンゴウオ科と共通し、両側の腹鰭が互いに癒合し、吸盤状となっている種類も多い。一方で、インキウオ属およびカンテンウオ属の多くは腹鰭をもたない。椎骨は38-86個。

## 分類
クサウオ科にはNelson（2016）の体系において32属407種が認められており、FishBaseには32属425種（2亜種を含む）が記載される。
本科にはさまざまな亜科の設置が提案されているが、Nelson（2016）の体系ではいずれも支持するための情報が不足しているとして採用されていない。

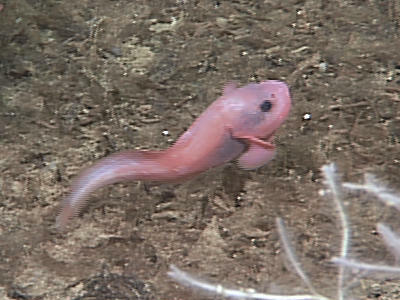
コンニャクウオ属の1種（Careproctus ovigerum）。水深1,324mで撮影。本科魚類はその多くが深海性で、海底付近を漂泳して生活する

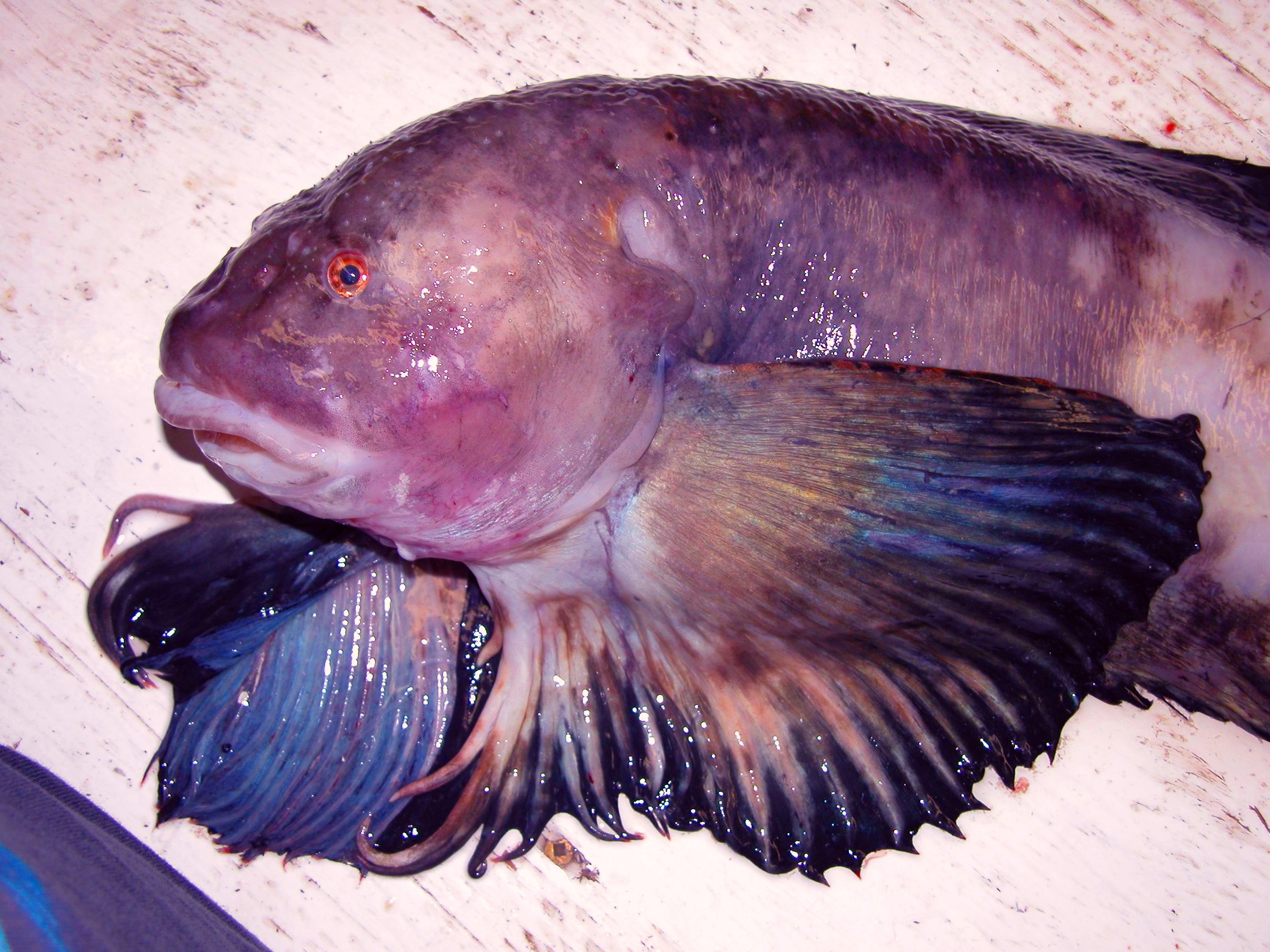
クサウオ属の1種（Liparis catharus）。大きな胸鰭はクサウオ類に共通する特徴であり、手指のように分岐した鰭条をもつことが多い

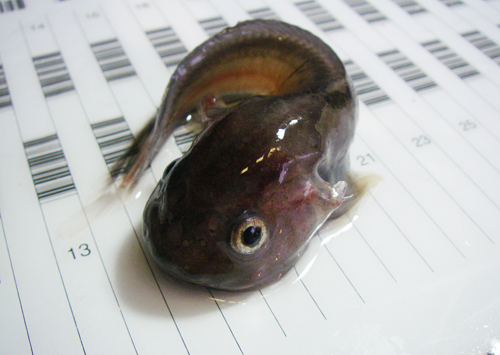
クサウオ属の1種（Liparis fabricii）。体をU字型に折り曲げる姿勢は本属の特徴である

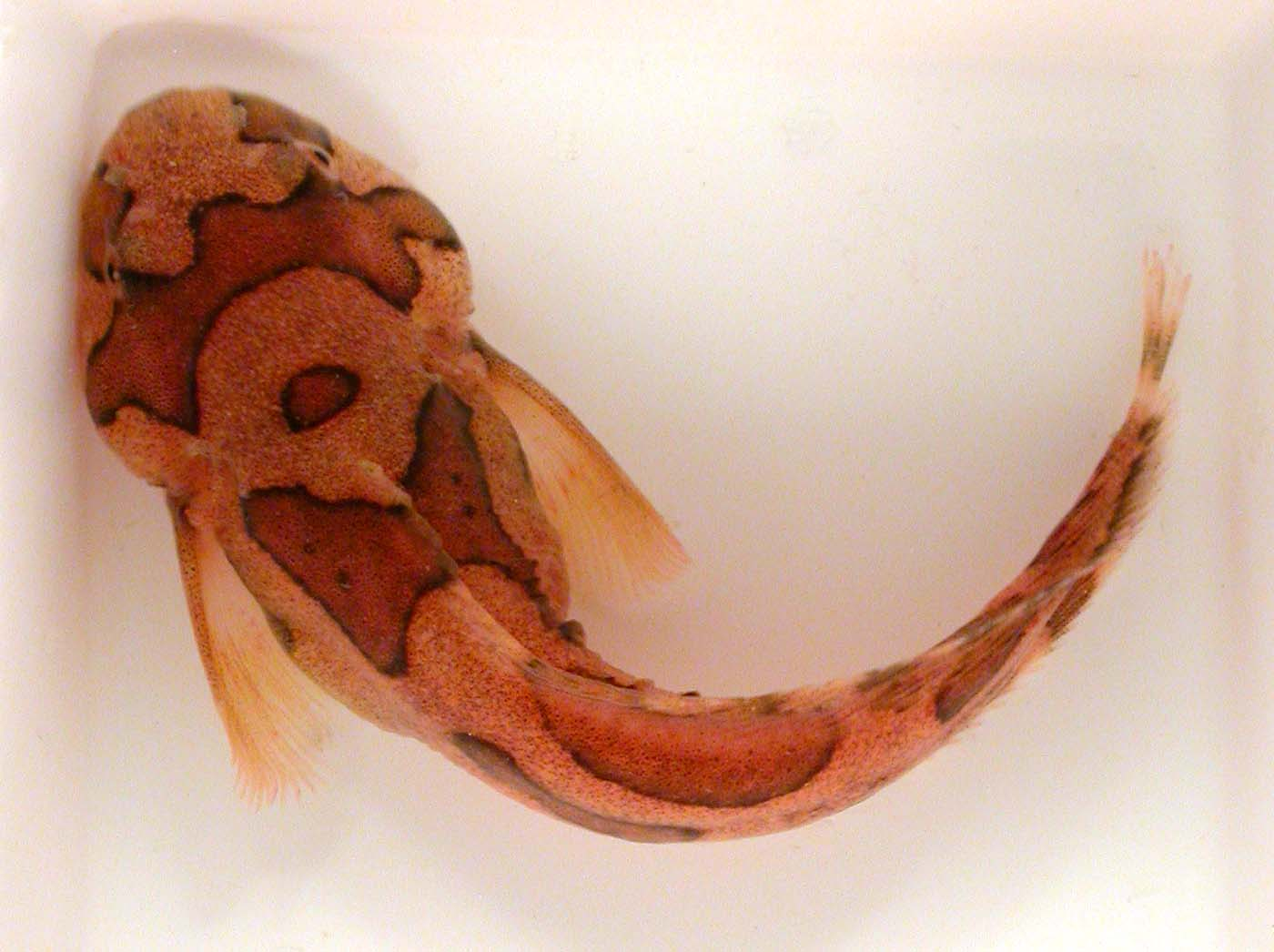
クサウオ属の1種（Liparis marmoratus）。オホーツク海・ベーリング海などの寒冷な海から知られる

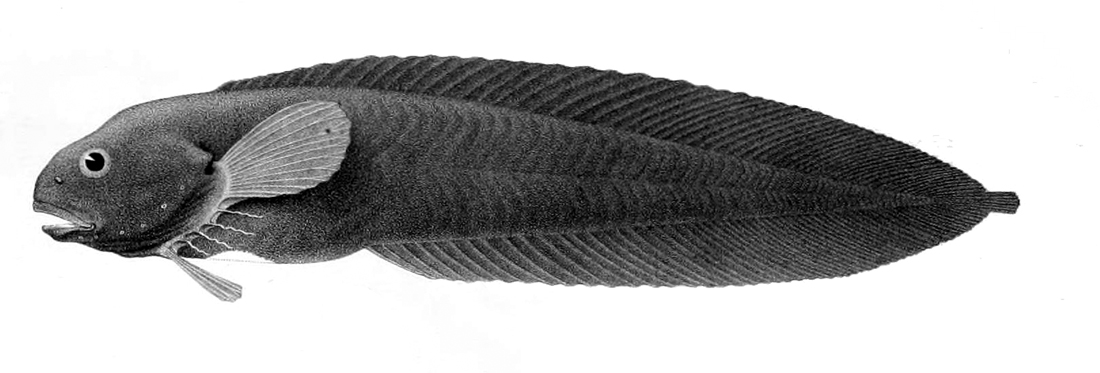
インキウオ属の1種（Paraliparis bathybius）。北大西洋の深海に生息し、4,000m以深からの捕獲例がある

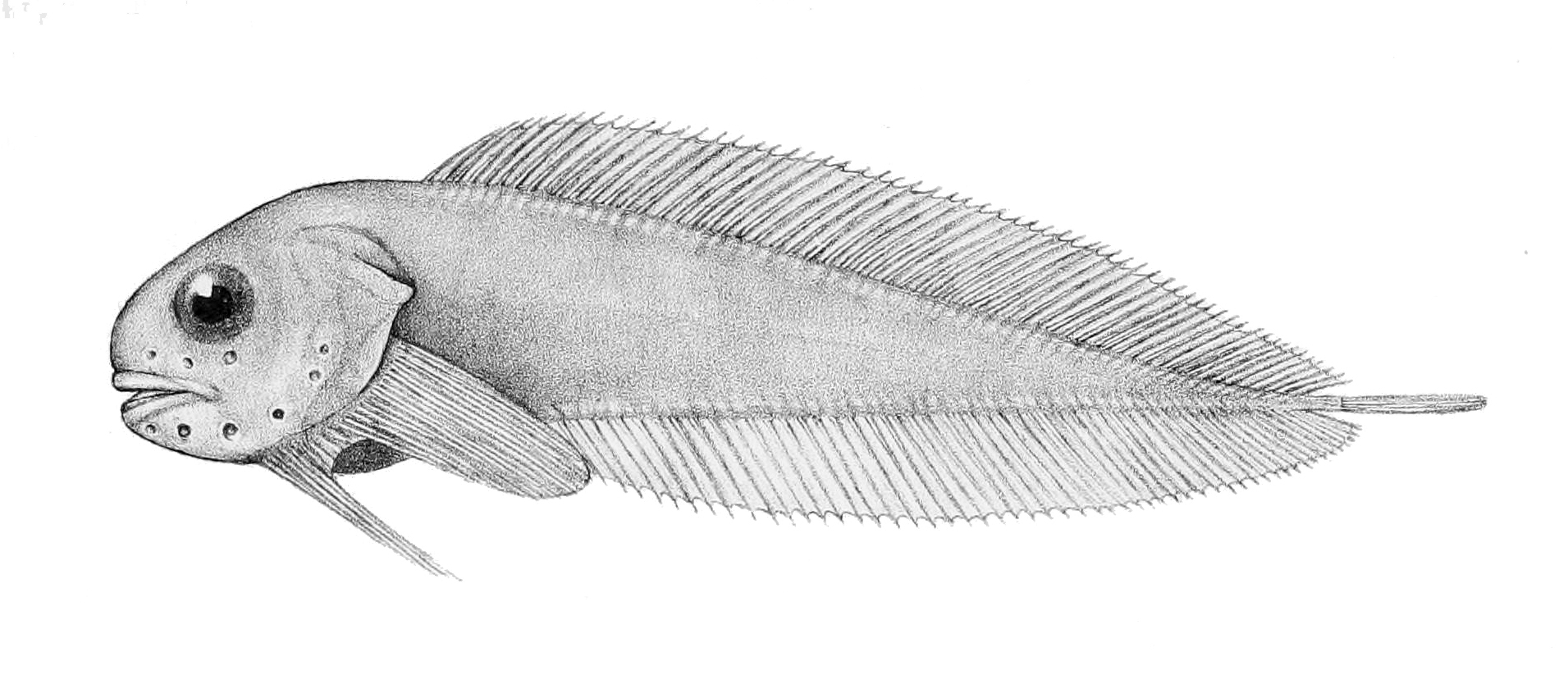
インキウオ属の1種（Paraliparis antarcticus）。南氷洋の水深300-782mから記録されている

- Acantholiparis 属（2種）
- Aetheliparis 属 (2種)
- Allocareproctus 属（5種）
  - ミサキビクニン Allocareproctus jordani
- コンニャクウオ属 Careproctus（130種）
  - アイビクニン Careproctus cypselurus
  - アオビクニン Careproctus pellucidus
  - アラスカビクニン Careproctus colletti
  - イサリビビクニン[8] Careproctus barbatulus
  - オグロコンニャクウオ Careproctus furcellus
  - オトヒメコンニャクウオ Careproctus shigemii
  - オホーツクコンニャクウオ Careproctus macrodiscus
  - オボロビクニン Careproctus iacchus
  - カラフトビクニン Careproctus segaliensis
  - クジラコンニャクウオ Careproctus orri
  - クロコンニャクウオ Careproctus homopterus
  - サケビクニン Careproctus rastrinus
  - ザラビクニン Careproctus trachysoma
  - シレトコビクニン[9] Careproctus parvidiscus
  - スルガビクニン Careproctus surugaensis
  - セキチクビクニン Careproctus sinensis
  - ソコビクニン Careproctus bathycoetus
  - タマコンニャクウオ[9] Careproctus rausuensis
  - ダルマコンニャクウオ Careproctus cyclocephalus
  - ツルギコンニャクウオ Careproctus cyanogladius
  - テングコンニャクウオ Careproctus simus
  - トゲビクニン Careproctus acanthodes
  - トビビクニン Careproctus roseofuscus
  - トマトコンニャクウオ Careproctus lycopersicus
  - トモシビビクニン[8] Careproctus spinulosus
  - ネズミコンニャクウオ Careproctus brevipectoralis
  - ノトサイカイビクニン[9] Careproctus notosaikaiensis
  - ハゴロモコンニャクウオ Careproctus zachirus
  - バラビクニン Careproctus rhodomelas
  - ヒガシコンニャクウオ Careproctus melanurus
  - ヒゲビクニン Careproctus mederi
  - ヒメコンニャクウオ[9] Careproctus rotundifrons
  - ヒレグロコンニャクウオ Careproctus marginatus
  - フジコンニャクウオ Careproctus tomiyamai
  - ユウレイコンニャクウオ Careproctus longidigidus
  - ヨゴレコンニャクウオ Careproctus nigricans
- Crystallias 属（1種）
  - アバチャン[10] Crystallias matsushimae
- Crystallichthys（3種）
- Eknomoliparis 属（1種）
- フウライクサウオ属 Elassodiscus（4種）
  - ウキクサウオ Elassodiscus obscurus
  - フウライクサウオ Elassodiscus tremebundus
  - モユククサウオ Elassodiscus nyctereutes
- Eutelichthys 属（1種）
- Genioliparis 属（3種）
- Gyrinichthys 属（1種）
- クサウオ属 Liparis（60種）
  - アマクサウオ Liparis bikunin
  - イサゴビクニン Liparis ochotensis
  - エゾクサウオ Liparis agassizii
  - オーストンクサウオ Liparis owstoni
  - カンテンビクニン Liparis frenatus
  - クサウオ Liparis tanakae
  - コクチクサウオ Liparis miostomus
  - スナビクニン Liparis punctatus
  - ニセソコシロ Liparis burkei
  - ビクニン Liparis tessallatus
  - ボウズクサウオ Liparis latifrons
- Lipariscus 属（1種）
  - コビトクサウオ L. nasus
- Lopholiparis 属（1種）
- Menziesichthys 属（2種）
- カンテンウオ属 Nectoliparis（1種）
  - カンテンウオ Nectoliparis pelagicus
- Notoliparis 属（5種）
- ハリバンクサウオ属 Osteodiscus（4種）
  - ツゴモリハリバンクサウオ Osteodiscus abyssicolus
  - チョウジャハリバンクサウオ Osteodiscus andriashevi
- Palmoliparis 属（1種）
- インキウオ属 Paraliparis（147種）
  - アオインキウオ Paraliparis rosaceus
  - アゴインキウオ Paraliparis mandibularis
  - インキウオ Paraliparis atramentatus
  - オナガインキウオ Paraliparis ruficometes
  - スルガインキウオ Paraliparis dipterus
  - トビインキウオ Paraliparis melanobranchus
  - ヒラインキウオ Paraliparis grandis
  - ホムラダマ Paraliparis flammeus
  - ミツバインキウオ Paraliparis variabilidens
  - ムネインキウオ Paraliparis pectoralis
  - モモイロインキウオ Paraliparis entochloris
  - リュウキュウインキウオ Paraliparis meridionalis
- Polypera 属（1種）
- Praematoliparis 属（1種）
- Prognatholiparis 属（1種）
- Psednos 属（35種）
- シンカイクサウオ属 Pseudoliparis（3種）
  - シンカイクサウオ Pseudoliparis amblyostomopsis
- Pseudonotoliparis 属（1種）
- Rhinoliparis 属（2種）
  - シロヒゲコンニャクウオ Rhinoliparis burblifer
- Rhodichthys 属（2種）
- オオバンコンニャクウオ属 Squaloliparis（1種）
  - オオバンコンニャクウオ Squaloliparis dentatus
- Temnocora 属（1種）
- Volodichthys 属（5種）